# Eviya (peuple)
Pour les articles homonymes, voir Eviya.
Les Eviya sont une population d'Afrique centrale vivant au Gabon. Ils font partie du groupe Okande-Tsogho.

## Ethnonymie
Selon les sources, on rencontre plusieurs variantes de l'ethnonyme : Avias, Bavéa, Bavia, Évéia, Évéla, Evia, Eviyas, Ge-via, Gevia, Geviya, Ivéa, Moviya. 

## Histoire, genèse et migrations
Selon les récits des anciens Eviya, le peuple s'appelait initialement les Mokembe. Ils vivaient sur la rive droite de l'estuaire au niveau de l'actuel quartier de Batavea. Il y avait des conflits réguliers avec les populations Akelé qui convoitaient leurs femmes. De plus, certains étaient traqués pour servir d'esclaves durant la traite négrière. Ces deux éléments ont décidé le peuple à entamer une migration. Le récit veut que le peuple dans son entièreté soit parti sur une unique pirogue magique, nommée Otsenga, qui avait comme particularité d'être insubmersible. Remontant le fleuve Komo, puis par des affluents rejoignant l'Oguée, les Mokembe sont allés jusqu'à l'actuel Sindara en fondant des villages tout au long des fleuves. Les principaux villages étant ceux de Douani et Boualé. D'autres se sont mariés aux populations rencontrées en chemin. 

Lors de la fondation de Mokandé, leur second village, ils auraient été attaqués par des Akelé. À la suite du combat, ils firent un prisonnier qu'ils décapitèrent sous un palmier de douze mètres. Arrivés à l'embouchure d'un fleuve, il y eut un conflit pour savoir s'il fallait continuer tout droit ou prendre le chemin de droite. Certains allèrent tout droit et ils formèrent les Simba, Okandé et Pové. D'autres prirent le chemin de droite et ils devinrent les Mikembé (Eviyas).  Finalement, certains s'installèrent non loin des rapides de Wanga Wangué (pour y faire une pause). Ils fonderont le village de Poto poto qui deviendra plus tard Ngwassa.

Durant la période coloniale, les rapports entre les Eviya et l'administration coloniale sont assez ambivalents. Si les différents chefs de terre coopèrent globalement avec l'administration, les Eviya ont une grande méfiance envers cette dernière. L'étude des noms de famille des élèves dans les écoles révèle que les Eviya y étaient très peu présents. Ayant peur que leurs enfants soient réduits à l'esclavage, les familles préféraient les garder auprès d'elles. Pour faciliter le contrôle des Eviya, l'administration coloniale décidera de regrouper les différents villages. L'ensemble des anciens villages seront détruits et les populations regroupées à Poto Poto, en face de Fougamou. En 1962, l'école de Ngwassa est construite. Elle donnera le nom du village actuel.

## Rites et cérémonies
La société Eviya est structurée autour de rites initiatiques. Il en a existé plusieurs qui étaient généralement liés à certains villages. Les principaux étaient les suivants : 
- Mogesi eviya
- Bolo
- Monombé
- Gésamba
- Mbundzédi
- Gédiéri
Aujourd'hui, l'ensemble des rites a disparu à l'exception du Bolo (rite exclusivement féminin) et du Mogesi eviya (rite exclusivement masculin). Les initiés à ces rites étant tenus au secret, les étapes ainsi que les symboles et significations ne sont pas connus du grand public.

De nombreuses cérémonies rythment la vie des Eviyas. Parmi les principales, nous pouvons trouver les mariages, les naissances de jumeaux, les funérailles ainsi que les funérailles des parents de jumeaux.
Dans le mariage traditionnel Eviya quand la femme devient "pondé", c'est-à-dire une femme prête à marier, elle est vêtue d'un pagne, le "rébaré" ; ce dernier ne cache que le sexe de la femme et laisse apparaître la poitrine et les fesses. Si un homme est intéressé, il doit aller voir le père de la mariée pour demander sa main. La famille de la mariée réunit des présents. Parmi ces derniers, nous pouvons citer l'huile de palme, les régimes de bananes, les calebasses de vin de palme, les assiettes "rupelé", les cuillères "obwetsi", les broches en tiges de palmier, les poules ou encore le "tzinki", la peau de chat tigré. À la suite de cela la future mariée restera dans la famille du marié et dormira près de sa belle-mère. Le mariage ne sera pas consommé tant que la famille de la mariée n'aura pas complété les présents. Ces présents ne doivent pas être confondus avec le prix de la fiancée, plus couramment appelé "dote" en Afrique équatoriale. Cette période n'est pas codifiée dans la tradition, mais s'étend généralement entre deux semaines et un mois. Cela laisse le temps aux deux familles de s'assurer de la compatibilité entre les futurs époux et de vérifier que la nouvelle épouse donne satisfaction à sa nouvelle famille.

## Nourriture et alimentation
À l'instar des autres populations du Gabon, l'alimentation est principalement constituée de riz, de banane et de manioc cuisinés de différentes manières. Ces aliments accompagnent des poissons de la Ngounie tels que le mâchoiron, le capitaine de rivière ou encore le Yara. La viande peut être du poulet ou encore de la viande dite « de brousse » qui peut être du porc-épic, du potamochère appelé aussi sanglier, de la gazelle, du python ou autre.  
Il existe cependant quelques particularités gastronomiques. En accompagnement des viandes et des poissons des galettes peuvent être préparées. Ces dernières sont appelées « guépombassa-kouda » si elles sont à base de noisettes indigènes et « guépombassa-poto » quand elles sont faites à partir de maïs. Les Eviya sont également l'un des rares peuples à consommer des moules de la Ngounie appelées « kili », des huîtres fumées appelées « maranzi » ainsi que les langoustes des chutes de l'impératrice que l'on nomme « marat ».
Le terme "marat" en langue signifie « braise ». En effet, selon la tradition, le génie des chutes de Pougamou (nom en langue vernaculaire des chutes de l'impératrice), était un génie forgeron. Un jour, les humains ont voulu découvrir son secret et ont envoyé deux de leurs hommes pour observer le génie. L'un a grimpé dans un arbre et l'autre s'est caché à son pied. Le génie, les ayant repérés, a changé le premier en feuillage et le second en termitière. À la suite de cette intrusion, il cessa de forger et jeta les braises de son fourneau dans les chutes. Ces dernières devinrent alors des langoustes.

## Culture et musique
Les musiques Eviya sont souvent liées aux différentes initiations et sont donc jouées dans le cadre des rituels en présence des seuls initiés. Certaines relatent la migration ou d'autres thèmes telle que la mémoire des défunts. Ces musiques sont souvent accompagnées de « Kendo », une cloche traditionnelle qui bat le rythme, ainsi que de tam-tam (Parfois un tam-tam plus aigu est utilisé dans le rite du Bolo, dans ce cas-là l'instrument s’appelle le Mokiki) et du Mossomba, un balafon utilisé par les Eviya.	 
Il existe parallèlement quelques compositeurs contemporains qui continuent à faire vivre la culture Eviya en écrivant des chansons en gevyia. C'est le cas par exemple de Bodinga Crépin ou Ngamboni Jean qui a écrit des musiques sur le thème des chutes de l'impératrice ou sur l'importance de la transmission de la langue aux nouvelles générations. D'autre chanteuses comme Goma Charlotte ou encore Bikouri Célestine contribuent elles aussi à faire vivre cette culture.

## Langue et présentation
Les Eviya parlent le geviya (ou eviya), une langue bantoue.
La présentation en eviya commence par l'énoncé de son nom suivi de celui de son père puis de sa mère. Enfin est précisée l'appartenance à un clan et l'origine de son village. Cela donne en langue gevyia : « Na tétou tè Morambou wa Morambou, tétiamé ni MORAMBOU andé go ébota à IVAGU yè à tata ni NDONGO Henriette à MORAMBOU nà NGADI à MAGAMBO. Yamè ni MASSAGUI andé go ébota à BODIEGUE yè à yaya ni GOUDIAMBOU, tétia à yaya ni MAGNOGNO . Nande go ebota à BODIEGUE na ma botu go manzi. »
Soit : « Je me présente, Morambou, fils de Morambou, mon père est Morambou du clan Ivagu et la mère de mon père est Ndongo Henriette de père Morombou et née de Ngadi de père Magambo. Ma mère est Massagui Jeanne d'Arc du clan Bodiegue de mère Goudiambou, le père de ma mère est Magnogno. Je suis du clan Bodiegue et je suis né à Port Gentil.»

## Risque de disparition
La langue gevyia est considérée par la Fondation Sorosoro comme en voie de disparition depuis 2010. À cette date, on estimait à près de quatre cents locuteurs le nombre d'individus la parlant. L'ensemble des Eviya est concentré dans le village de Ngwassa, en face de la ville de Fougamou, dans la province de la Ngounie. D'autres sont partis à Libreville en espérant y trouver d'autres opportunités. 	 
Plusieurs facteurs sont avancés pour expliquer la diminution du nombre de locuteurs. Pour commencer, afin de faciliter l'administration de ce peuple, l'administration coloniale a organisé un regroupement des différents villages en un seul. Dans le village, une école nommée Ngwassa fut construite. Cette politique s'est poursuivie après l’indépendance.	 
Enfin l'une des principales menaces réside dans les stratégies maritales. En effet, beaucoup d'Eviya sont aujourd'hui apparentés à un certain degré. Pour éviter des mariages de lignées estimées trop proches, beaucoup préfèrent un mariage mixte notamment avec les Tshogo ou Echira. Cependant, dans ces mariages mixtes, c'est souvent le geviya qui est abandonné au sein de la famille qui préférera l'usage du getsogo ou du français.

Une association, Wana wa Mboka, tente depuis quelques années de promouvoir l'usage du Géviya parmi le village.
Depuis 2019, le collectif Moviya Ghesemo, sous l'impulsion d'Audrey Morambou, cherche également à préserver la langue géviya. Pour cela, certains projets sont menés comme la réalisation d'un reportage rapportant les témoignages des hommes et des femmes de Ngwassa en langue geviya ou encore la réalisation d'une statue commémorative de l'ancien chef de terre François Bodinga.